# موريتز كورت دنتر
موريتز كورت دنتر (1868-1945) (بالإنجليزية: Moritz Kurt Dinter)‏ هو عالم نبات ألماني.